# Siva Tau

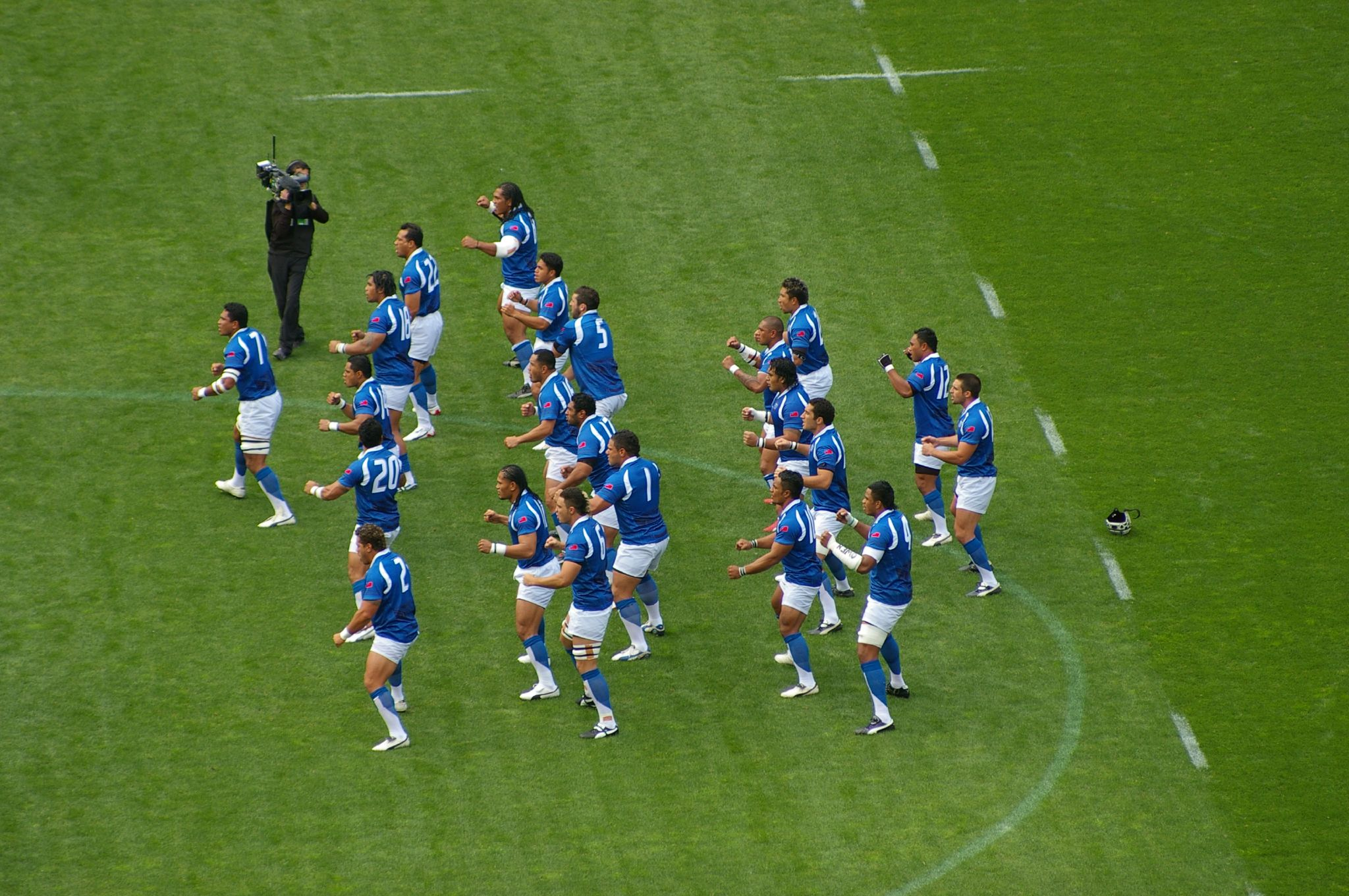
La Siva Tau dei samoani, durante una partita contro i sudafricani ai mondiali 2007

La Siva Tau è la danza di guerra che compiono i giocatori della Nazionale samoana di rugby e della Nazionale samoana di rugby a XIII prima di ogni partita.
La Siva Tau è il corrispettivo della più famosa Haka neozelandese, della Cibi fijiana, e della Kailao tongana.
La Siva Tau è anche eseguita dai The Usos nella WWE durante la loro entrata nel ring.

## Le parole
Sauni e tau le taua!

Tau e matua tau!

Fai ia mafai!

Le Manu!

(Squadra):Sau ia!

Le Manu Samoa e ua malo ona fai o le faiva

Le Manu Samoa e ua malo ona fai o le faiva

Le Manu Samoa lenei ua ou sau

Leai se isi Manu oi le atu laulau

Ua ou sai nei ma le mea atoa

O lou malosi ua atoatoa

Ia e faatafa ma e soso ese

Leaga o lenei manu e uiga ese

Le Manu Samoa

Le Manu Samoa

Le Manu Samoa e o mai I Samoa
 
Le Manu!»
Pronti per la battaglia!

Dobbiamo dare il nostro meglio!

Lottare per conquistare!

Guerrieri!

Andiamo!

Guerrieri di Samoa, possa la vostra missione esser di successo! 

Guerrieri di Samoa, possa la vostra missione esser di successo! 

Guerriero di Samoa, sono pronto 

Non ci sono altre squadre, da nessuna parte 

Io sono pronto, ben preparato 

La mia forza è al suo apice 

Fate strada e levatevi di mezzo 

Perché questo guerriero è unico 

Il guerriero samoano 

Il guerriero samoano 

Il guerriero samoano regna in Samoa»